# 坦齐拉·汗

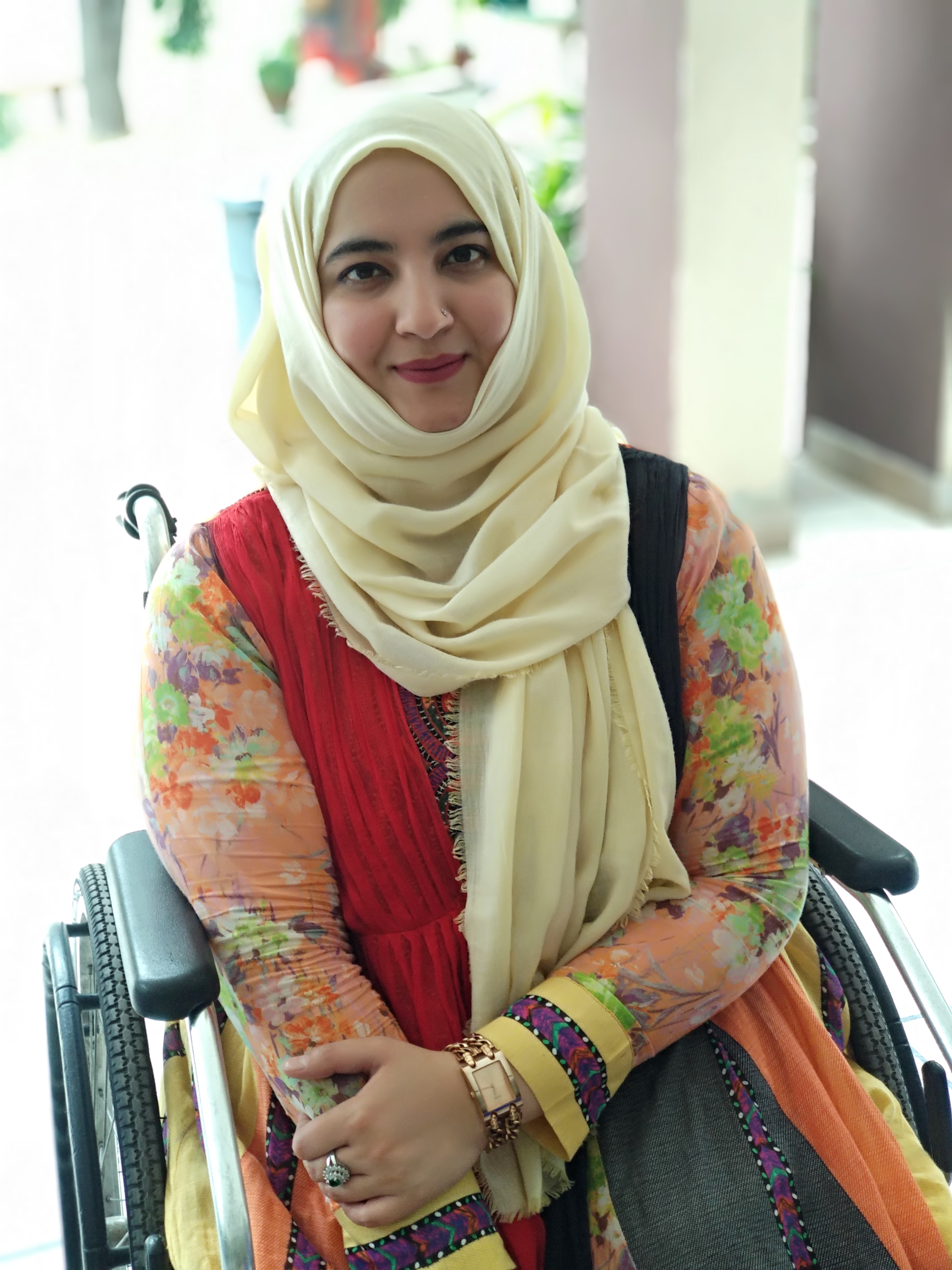
坦齐拉·汗，2019年拍摄

坦齐拉·汗（Tanzila Khan，1986年—）是巴基斯坦的一名殘障人士權利運動者，她創立了手機app「Girlythings」，向殘疾的女性提供生理用品，此外她有數本著作，並多次發表公開演講以提升人們對殘障女性權利的關注，致力於巴基斯坦殘障人士的去污名化。

## 早年生活
坦齐拉·汗出生於巴基斯坦錫亞爾科特，自幼即因肢體殘疾而仰賴輪椅，她曾參與戲劇演出與青年社會運動，後於倫敦大學獲法學士學位。

## 權利運動
因巴基斯坦社會對月經的禁忌，取得女性生理用品有一定難度。坦齐拉·汗自身即有在外月經突來的不便經歷。她創立了新創公司GirlyThings PK，致力於讓全國女性都能取得衛生用品，以外送的形式向女性發放衛生棉，也提供避孕藥、馬桶坐墊紙與化學除毛劑等女性有需求、卻可能不便至商店購買的物品。此外Girly Things也在研發能更妥善處理廢棄衛生棉的系統。
另外坦齐拉·汗還創立了「禁忌劇場」（Theater of the Taboo）計畫，以戲劇講述性教育、生育健康與生育權等議題。

## 出版
坦齐拉·汗於16歲時便出版了第一本著作，將收益用於資助社區活動。目前她著有A Story of Mexico、The Perfect Situation: Sweet Sixteen兩本書。